# 王浩 (成化進士)
王浩（1428年—？），字德宏，應天府上元縣人，明朝政治人物。進士出身。

## 生平
應天府鄉試第一百二十名。成化二年（1466年）丙戌科會試第一百八十三名，殿試登進士第三甲第九十名。

## 家族
曾祖父王祥三。祖父王仲彬。父亲王忠。